# Bright Eyes-diszkográfia
Az alábbi lista a Bright Eyes nebraskai indie rock együttes alkotásait sorolja fel.

## Diszkográfia

### Stúdióalbumok
| Cím                                                             | Részletek                                                                                              | Helyezések | Helyezések | Helyezések |
| Cím                                                             | Részletek                                                                                              | US         | UK         | AUS        |
| --------------------------------------------------------------- | --- | ---------- | ---------- | ---------- |
| A Collection of Songs Written and Recorded 1995–1997            | - Megjelent: 1998 január - Kiadó: Saddle Creek Records - Formátum: CD, LP                              | —          | —          | —          |
| Letting Off the Happiness                                       | - Megjelent: 1998. november 2. - Kiadó: Saddle Creek Records - Formátum: CD, LP                        | —          | —          | —          |
| Fevers and Mirrors                                              | - Megjelent: 2000. május 29. - Kiadó: Saddle Creek Records - Formátum: CD, LP                          | —          | —          | —          |
| Lifted or The Story is in the Soil, Keep Your Ear to the Ground | - Megjelent: 2002. augusztus 13. - Kiadó: Saddle Creek Records - Formátum: CD, LP                      | 161        | 138        | —          |
| A Christmas Album                                               | - Megjelent: 2002. december 1. - Kiadó: Saddle Creek Records - Formátum: CD, LP                        | —          | —          | —          |
| I’m Wide Awake, It’s Morning                                    | - Megjelent: 2005. január 25. - Kiadó: Saddle Creek Records - Formátum: CD, LP - Minősítés: RIAA Arany | 10         | 23         | 81         |
| Digital Ash in a Digital Urn                                    | - Megjelent: 2005. január 25. - Kiadó: Saddle Creek Records - Formátum: CD, LP                         | 15         | 43         | 130        |
| Cassadaga                                                       | - Megjelent: 2007. április 10. - Kiadó: Saddle Creek Records - Formátum: CD, LP                        | 4          | 13         | 40         |
| The People’s Key                                                | - Megjelent: 2011. február 15. - Kiadó: Saddle Creek Records - Formátum: CD, LP                        | 13         | 46         | 55         |

### Középlemezek (EP-k)
| Cím                                     | Részletek |
| --------------------------------------- | --- |
| Every Day and Every Night               | - Megjelent: 1999. november 1. - Kiadó: Saddle Creek Records - Formátum: CD, 12”                                 |
| Don’t Be Frightened of Turning the Page | - Megjelent: 2000. szeptember 21. - Kiadó: Bad News Records, 62TV Records, Les Disques Mange-Tout - Formátum: CD |
| There Is No Beginning to the Story      | - Megjelent: 2002. május 6. - Kiadó: Saddle Creek Records - Formátum: CD, 12”                                    |
| Four Winds                              | - Megjelent: 2007. március 6. - Kiadó: Saddle Creek Records - Formátum: CD, 12”                                  |
| Live Recordings                         | - Megjelent: 2011. július 4. - Kiadó: Polydor Records - Formátum: CD                                             |

### Kislemezek
| Év                          | Cím                                          | Helyezések | Helyezések                   | Album                                                           |
| Év                          | Cím                                          | US         | UK                           | Album                                                           |
| --------------------------- | -------------------------------------------- | ---------- | ---------------------------- | --------------------------------------------------------------- |
| 2000                        | Motion Sickness                              | —          | —                            | —                                                               |
| 2001                        | I Will Be Grateful for this Day…             | —          | —                            | —                                                               |
| 2001                        | Drunk Kid Catholic                           | —          | 109                          | —                                                               |
| 2002                        | Lover I Don't Have to Love                   | —          | 95                           | Lifted or The Story is in the Soil, Keep Your Ear to the Ground |
| 2004                        | Lua                                          | 1          | 80                           | I'm Wide Awake, It's Morning                                    |
| Take It Easy (Love Nothing) | 2                                            | 78         | Digital Ash in a Digital Urn |                                                                 |
| 2005                        | When the President Talks to God              | —          | —                            | —                                                               |
| 2005                        | First Day of My Life (Minősítés: RIAA Arany) | —          | 37                           | I'm Wide Awake, It's Morning                                    |
| 2005                        | Easy/Lucky/Free                              | —          | 42                           | Digital Ash in a Digital Urn                                    |
| 2007                        | Susan Miller Rag                             | —          | —                            | —                                                               |
| 2007                        | Four Winds                                   | —          | 57                           | Cassadaga                                                       |
| 2007                        | Hot Knives                                   | —          | —                            |                                                                 |
| 2010                        | Shell Games                                  | —          | —                            | The People’s Key                                                |
| 2011                        | Singularity                                  | —          | —                            | —                                                               |
| 2011                        | Jejune Stars                                 | —          | —                            | The People’s Key                                                |

### Összeállítások
| Cím                               | Részletek                                                                                              | Helyezések | Helyezések |
| Cím                               | Részletek                                                                                              | US         | UK         |
| --------------------------------- | --- | ---------- | ---------- |
| Vinyl Box Set                     | - Megjelent: 2003. szeptember 9. - Kiadó: Saddle Creek Records - Formátum 7×LP díszdobozban            | —          | —          |
| Noise Floor (Rarities: 1998–2005) | - Megjelent: 2006. október 24. - Kiadó: Saddle Creek Records - Formátum: CD, 2×LP                      | 107        | 155        |
| The Studio Albums 2000–2011       | - Megjelent: 2016. október 21. - Kiadó: Saddle Creek Records - Formátum: 10×LP díszdobozban, digitális | —          | —          |

### Koncertalbumok
| Cím                              | Részletek                                                                     |
| -------------------------------- | ----------------------------------------------------------------------------- |
| Motion Sickness: Live Recordings | - Megjelent: 2005. november 15. - Kiadó: Team Love Records - Formátum: CD, LP |

### Split lemezek
| Év        | Cím                                                        | Közreműködő előadó(k)             | Kiadó                  | Formátum              |
| --------- | ---------------------------------------------------------- | --------------------------------- | ---------------------- | --------------------- |
| 1997      | Bright Eyes / Squad Car 96                                 | Squad Car 96                      | H. Records             | 7”                    |
| 1999      | Too Much of a Good Thing is a Good Thing                   | Books                             | Vanishing Act          |                       |
| 2000      | Bright Eyes vs Her Space Holiday                           | Her Space Holiday                 | Wichita Recordings     | CD, 7”                |
| 2000      | Insound Tour Support No. 12                                | Son, Ambulance                    | Insound                | CD                    |
| 2001      | Oh Holy Fools: The Music of Son, Ambulance and Bright Eyes | Son, Ambulance                    | Saddle Creek Records   | CD, 12”               |
| Mote/Dust | The Faint                                                  | Gold Standard Labs                | 12”                    |                       |
| 2002      | Collaboration Series No. 1                                 | The Album Leaf                    | Better Looking Records | 7”                    |
| 2002      | Home Volume IV: Bright Eyes & Britt Daniel                 | Britt Daniel                      | Post-Parlo Records     | CD                    |
| 2002      | Bright Eyes with Rilo Kiley & Sorry About Dresden          | Rilo Kiley; Sorry About Dresden   | Devil in the Woods     | 7”                    |
| 2004      | One Jug of Wine, Two Vessels                               | Neva Dinova                       | Crank! Records         | CD, 10”               |
| 2006      | Super Furry Animals / Bright Eyes                          | Super Furry Animals; Danger Mouse | Saddle Creek Records   | 7” promóciós kislemez |
| 2010      | One Jug of Wine, Two Vessels (újra kiadás)                 | Neva Dinova                       | Saddle Creek Records   | CD, 12”               |

### Lemezkiadók összeállításai
| Év   | Dal                                           | Album                                                          | Kiadó                   |
| ---- | --------------------------------------------- | -------------------------------------------------------------- | ----------------------- |
| 1998 | Falling Out of Love at This Volume            | Saddle Creek Records, A Sampler                                | Saddle Creek Records    |
| 1998 | A Celebration Upon Completion                 | Saddle Creek Records, A Sampler                                | Saddle Creek Records    |
| 1999 | Pioneer's Park (August 17th, 1997)            | Commercial Food (Processor)                                    | Unread Records          |
| 2000 | Arienette                                     | Clooney Tunes                                                  | Fierce Panda Records    |
| 2000 | The City Has Sex                              | U.S. Pop Life Vol. 2 / Fanfare of 2000!!                       | Contact Records         |
| 2000 | The Calendar Hung Itself                      | Holiday Matinee CD Compilation Vol. 2                          | Better Looking Records  |
| 2000 | Have You Ever Heard of Jandek Before?         | Naked in the Afternoon: A Tribute to Jandek                    | Summersteps Records     |
| 2000 | Act of Contrition                             | Second Thoughts                                                | Silent Film Soundtracks |
| 2000 | If Winter Ends                                | Songs For a Crimson Eggtree                                    | Earworm Records         |
| 2000 | It's Cool, We Can Still Be Friends            | Transmission One: Tea at the Palaz of Hoon                     | Hozomeen Press          |
| 2002 | Entry Way Song                                | The Amos House Collection Volume II                            | Wishing Tree Records    |
| 2002 | Bowl of Oranges                               | Gone Fishin’… 3 Years Later                                    | Wichita Recordings      |
| 2002 | Metal Firecracker (Lucinda Williams)          | As Yet No Title                                                | Unread Records          |
| 2002 | Lover I Don't Have to Love                    | Rough Trade Shops Counter Culture 2002                         | Rough Trade Records     |
| 2003 | Something Vague                               | Saddle Creek 50                                                | Saddle Creek Records    |
| 2003 | One Foot in Front of the Other                | Saddle Creek 50                                                | Saddle Creek Records    |
| 2003 | Trees Get Wheeled Away                        | Lost & Found Volume 1                                          | Lost Highway Records    |
| 2004 | Arienette                                     | Decade: Ten Years of Fierce Panda                              | Fierce Panda Records    |
| 2004 | Devil Town (Daniel Johnston)                  | The Late Great Daniel Johnston: Discovered Covered             | Gammon Records          |
| 2005 | Napoleon’s Hat                                | Lagniappe: A Saddle Creek Benefit for Hurricane Katrina Relief | Saddle Creek Records    |
| 2009 | Papa Was a Rodeo (The Magnetic Fields)        | Score! 20 Years of Merge Records: The Covers!                  | Merge Records           |
| 2011 | We're Going to Be Friends (The White Stripes) | Lunch Box Fund                                                 |                         |

### Videóklipek
| Év   | Dal                         | Rendező               |
| ---- | --------------------------- | --------------------- |
| 2002 | Bowl of Oranges             | Cat Solen             |
| 2002 | Lover I Don't Have to Love  | James Frost           |
| 2005 | Lua                         | Jason Kulbel          |
| 2005 | First Day of My Life        | John Cameron Mitchell |
| 2005 | Easy/Lucky/Free             | Lily Thorne           |
| 2005 | At the Bottom of Everything | Cat Solen             |
| 2007 | Four Winds                  | Patrick Daughters     |
| 2007 | Hot Knives                  | Patrick Daughters     |
| 2007 | I Must Belong Somewhere     | Asako Masunouchi      |
| 2011 | Shell Games                 | Nik Fackler           |
| 2011 | Jejune Stars                | Lance Acord           |

## Fordítás
Ez a szócikk részben vagy egészben  a   Bright Eyes discography című angol Wikipédia-szócikk ezen változatának fordításán alapul.  Az eredeti cikk szerkesztőit annak laptörténete sorolja fel. Ez a jelzés csupán a megfogalmazás eredetét és a szerzői jogokat jelzi, nem szolgál a cikkben szereplő információk forrásmegjelöléseként.